# Acanthus kulalensis
Acanthus kulalensis är en akantusväxtart som beskrevs av Vollesen. Acanthus kulalensis ingår i släktet akantusar, och familjen akantusväxter. Inga underarter finns listade i Catalogue of Life.